# Patinoa almirajo
Patinoa almirajo är en malvaväxtart som beskrevs av José Cuatrecasas. Patinoa almirajo ingår i släktet Patinoa och familjen malvaväxter. Inga underarter finns listade i Catalogue of Life.